# 黒瞎子島
黒瞎子島（ヘイシャーズとう）、大ウスリー島（だいウスリーとう、ロシア語: остров Большой Уссурийский）またはボリショイ・ウスリスキー島（英語: Bolshoi Ussuriysky Island）は、ウスリー川とアムール川が合流する位置にある島であり、中国では撫遠デルタ（中国語: 抚远三角洲）とも呼ばれる。島の西半分は中華人民共和国黒龍江省佳木斯市撫遠市に属し、東半分はロシア連邦極東連邦管区ハバロフスク地方に属する。「黒瞎子」とは中国語東北官話でツキノワグマという意味である。また満州語のモリン・ウジュ・トゥン（満洲語: ᠮᠣᠷᡞᠨ
ᡠᠵᡠ
ᡨᡠᠨ、メレンドルフ式転写: morin uju tun、太清: morin uju tun）は「馬の頭の島」の意である。
中国最東端に位置するこの島は、中国で最も早く太陽が拝める地となった。

## 歴史
中国の行政区画によると、黒瞎子島は全て黒龍江省佳木斯市撫遠市に管轄される。
1929年の中東鉄道事件をめぐるソ連と中華民国との武力衝突を終結する「ハバロフスク協定」で、ソ連軍は中国東北部から撤兵するという約束をしたが、黒瞎子島からは撤退しなかったため島の帰属問題になった。その後、ソ連は黒瞎子島で多くの施設、例えばアパート、教会堂とヴィラなどを建てた。ロシア人も島に移った。
1964年から黒瞎子島問題はずっと中ソ間の領土交渉の議題であった。
2001年に「中露善隣友好協力条約」ができ、中華人民共和国国家主席江沢民とロシア連邦大統領プーチンは、黒瞎子島をほぼ東西に分割することで原則的合意が出来た。
2004年にはプーチン大統領が訪中し、中露間で「中露国境東段補充協定」が結ばれ、正式に分割が成立した。
2008年にロシアは黒瞎子島の西半分と、その西側にある銀龍島（タラバーロフ島）の全域を中国に返還した
。
しかし2023年8月28日に中国の自然資源部が公開した2023年度版標準地図では、黒瞎子島の全土が中国の領土と明記されている。この地図では他にも中国が一方的に主張する国境線が採用されていることで周辺国が抗議を行う事態となったが、黒瞎子島についてロシアのプーチンは沈黙を保った。中国との関係を重視したとも見られている。

## 関連リンク
- 中ソ紛争
- 中ソ国境紛争

## 参考リンク
1. ↑  黒瞎子島とは
2. ↑  中国で最も早く太陽が拝める地　黒瞎子島
3. ↑  “「中ロ領土問題の解決―黒瞎子島をめぐって」岡部達味”. RIPS' Eye (平和・安全保障研究所).  オリジナルの2012年12月19日時点におけるアーカイブ。
4. ↑  “黑瞎子島から帰ってきて、中ロの境界に決着を打てずにいる”[リンク切れ]
5. ↑  “中露国境 解決に40年”. 読売新聞. (2016年12月16日)
6. ↑  “中国の最新領土・領海地図、アジア4カ国・地域が一斉に抗議”. ロイター. (2023年9月1日) 2023年9月4日閲覧。
7. ↑  “Kremlin Silent on Chinese Map Claiming Part of Russia's Territory”. ニューズウィーク. (2023年8月31日) 2023年9月4日閲覧。

座標: 北緯48度21分41秒 東経134度48分50秒 / 北緯48.36139度 東経134.81389度